# Classe S (sous-marin britannique, 1931)
Pour les autres classes de navires du même nom, voir classe S.
Pour les articles homonymes, voir Classe S et Classe S (sous-marin).
La classe S est la plus nombreuse des classes de sous-marins britanniques. Elle a été initialement conçue et construite au cours de la modernisation des flottilles sous-marines de la Royal Navy au début des années 1930 pour répondre à la nécessité de pouvoir patrouiller dans les eaux restreintes de la mer du Nord et la mer Méditerranée en remplaçant la Classe H issue de la Première Guerre mondiale. En raison de la construction navale intensive pour la Royal Navy durant la Seconde Guerre mondiale, un total de 62 unités ont été effectivement construites sur une période de 15 ans, dont une cinquantaine fut lancée entre 1940 et 1945.

## Service
Les sous-marins de classe S ont opéré essentiellement dans les eaux territoriales du Royaume-Uni et dans la Mer Méditerranée. Plus tard, après avoir été équipés de réservoirs supplémentaires, ils ont aussi opéré en Extrême-Orient. Les unités survivantes ont continué à servir dans la Royal Navy jusqu'en 1960. Le dernier bateau opérationnel a été le HMS Sea Devil (P244) qui fut lancé en 1945 et rayé des listes en février 1966.
Une version modifiée a été commandée en 1939 par la marine turque. Elle est connue sous le nom de classe P611 (ou classe Oruç Reis).

Schéma d'un sous-marin de Classe S

Plusieurs autres unités furent vendues ou prêtées à d'autres pays :
- Pays-Bas (1) :
  - HMS Sturgeon rebaptisé HNLMS Zeehond (1945)
- Portugal (3) :
  - HMS Spearhead rebaptisé Neptuno (1948)
  - HMS Saga rebaptisé Nautilo (1948)
  - HMS Spur rebaptisé Narval (1948)
- France (4) :
  - HMS Sportsman rebaptisé Sibylle (1951)
  - HMS Spiteful rebaptisé Sirène (1951)
  - HMS Satyr rebaptisé Saphir (1952)
  - HMS Statesman rebaptisé Sultane (1959)
- Israël (2) :
  - HMS Springer rebaptisé Tanin (1958)
  - HMS Sanguine rebaptisé Rahav (1958)

## Les unités de classe S

### Groupe 1 (sous-classe Swordfish)
Le premier groupe de la classe S se composait de quatre unités. Ils étaient plus petits et plus lents que les sous-classes futures, transportaient moins d'armement et avaient un équipage de moins d'hommes. Tous les quatre ont été construits au chantier naval de Chatham Dockyard entre 1930 et 1932.
Pendant la guerre, ils opéraient dans les eaux territoriales britanniques, en particulier dans la Manche et au large des côtes scandinaves. Les groupes 2 et 3 de la classe S auront une capacité en carburant supérieure pour leur permettre d'opérer plus loin.
Le taux de perte de cette sous-classe a été particulièrement forte. Un seul, le HMS Sturgeon, a survécu à la guerre. Il a navigué sous pavillon de la Marine royale néerlandaise du 11 octobre 1943 au 14 septembre 1945 sous le nom de HNMS Zeehond (N73).
| N° de coque | Nom                        | Lancement        | Service effectif | Fin de carrière                         |
| ----------- | -------------------------- | ---------------- | ---------------- | --------------------------------------- |
| 61S         | Swordfish                  | 10 novembre 1931 | 28 novembre 1932 | coulé sur mine le 7 novembre 1940       |
| 73S N73     | HMS Sturgeon- HNMS Zeehond | 8 janvier 1932   | 15 décembre 1932 | vendu en janvier 1946 pour la ferraille |
| 98S         | Seahorse                   | 15 novembre 1932 | octobre 1933     | coulé le 7 janvier 1940                 |
| 19S         | Starfish                   | 14 mars 1933     | 3 juillet 1933   | coulé le 9 janvier 1940                 |

Deux ont été commandés dans le cadre du programme de construction de 1929:
- HMS Swordfish
- HMS Sturgeon

Deux ont été commandés dans le cadre du programme de construction de 1930:
- HMS Seahorse
- HMS Starfish

### Groupe 2 (sous-classe Shark)
Le deuxième groupe de sous-marins de la classe S se composait de huit unités. Ils étaient plus grands que le premier groupe et avaient davantage d'hommes d'équipage, tout en gardant un armement similaire.
Leur construction a été divisée entre les trois chantiers de Chatham Dockyard, Scotts de Greenock et de Cammell Laird & Co Limited de Birkenhead. Toutes les unités ont été construites entre 1934 et 1937.
Pendant la guerre, comme les sous-marins du premier groupe, ils ont principalement opéré dans les eaux territoriales britanniques, mais ils sont allés aussi loin que la golfe de Gascogne et la côte scandinave.
Un fort pourcentage du deuxième groupe a également été perdu pendant le conflit : seulement deux, le HMS Sealion et le HMS Seawolf, ont survécu à la guerre. Le premier fut cependant coulé comme cible par les Alliés avant la capitulation allemande.
L'un des submersibles du groupe, le HMS Sunfish, a été affecté à la marine soviétique sous le nom de V-1 et déployé en mer Baltique. Il fut coulé par erreur par des avions alliés du Coastal Command de la Royal Air Force le 27 juillet 1944, à proximité de Mourmansk.
| N° de coque | Nom                                  | Lancement         | Service effectif | Fin de carrière                   |
| ----------- | ------------------------------------ | ----------------- | ---------------- | --------------------------------- |
| N65         | HMS Salmon                           | 30 avril 1934     | 8 mars 1935      | Coulé le 9 juillet 1940           |
| 72S         | HMS Sealion                          | 16 mars 1934      | 21 décembre 1934 | Sabordé le 13 mars 1945           |
| 47S         | HMS Seawolf                          | 28 novembre 1935  | 12 mars 1936     | Retiré du service le 23 juin 1945 |
| 54S         | HMS Shark                            | 31 mai 1934       | 31 décembre 1934 | Sabordé le 6 juillet 1940         |
| 39S         | HMS Snapper                          | 25 octobre 1934   | 14 juin 1935     | Coulé en février 1941             |
| 69S         | HMS Spearfish                        | 21 avril 1936     | 11 décembre 1936 | Coulé le 1er août 1940            |
| 2S          | HMS Sterlet                          | 22 septembre 1937 | 6 avril 1938     | Coulé le 18 avril 1940            |
| 81S         | HMS Sunfish V-1 (marine russe, 1944) | 30 septembre 1936 | 2 juillet 1937   | Coulé le 27 juillet 1944          |

Deux ont été commandés dans le cadre du programme de construction de 1931:
- HMS Sealion
- HMS Shark

Deux ont été commandés dans le cadre du programme de construction de 1932:
- HMS Snapper
- HMS Salmon

Un a été commandé dans le cadre du programme de construction de 1933:
- HMS Seawolf

Deux ont été commandées dans le cadre du programme de construction de 1934:
- HMS Spearfish
- HMS Sunfish

Un a été commandé dans le cadre du programme de construction de 1935:
- HMS Sterlet

### Groupe 3 (sous-classe Seraph & Subtle)
Le troisième groupe est de loin le plus nombreux de la classe S. Cinquante unités furent réalisées jusqu'à la fin de la guerre. Ils étaient plus grands et plus lourdement armés. Ils étaient plus rapides d'un nœud en surface, mais plus lents de deux nœuds en immersion.
Ils ont été construits dans les chantiers de Scotts à Greenock, de Cammell Laird & Co. Limited de Birkenhead, de Chatham Dockyard, ou de Vickers Armstrong Ltd de Barrow-in-Furness. La construction a été réalisée pendant toute la guerre, en particulier entre 1941 et 1945.
Ils furent dotés d'une capacité supplémentaire de carburant leur permettant d'opérer jusqu'en mer Méditerranée, dans l'océan Pacifique et en Extrême-Orient.
Ce troisième groupe peut aussi être scindé en deux sous-groupes distincts :
- Le premier (sous-classeSeraph) était de 842 tonnes et ordonné dans l'état d'urgence d'entrée en guerre de 1939 sur les programmations de 1940 et 1941. Il fut équipé d'un septième tube lance-torpilles d'étambot en plus des six d'étrave.
- Le deuxième (sous-classe Subtle) n'était que de 814 tonnes et ordonné dans les programmes de 1942 et 1943. Il ne fut pas équipé du septième tube d'étambot et eut une coque plus épaisse permettant une immersion opérationnelle à 350 pieds (110 m).

Les pertes furent aussi nombreuses : 9 furent perdus et 2 furent retirés du service car trop endommagés. Beaucoup de navires survivants sont restés en service après la guerre.
Le HMS Sidon a coulé dans le port de l'Île de Portland après l'explosion d'une torpille défectueuse en 1955.

#### Sous-classe Seraph
- 5 sous-marins ordonnés dans le cadre du programme d'urgence de 1939

| N° de coque | Nom                            | Lancement         | Service effectif | Fin de carrière                           |
| ----------- | ------------------------------ | ----------------- | ---------------- | ----------------------------------------- |
| P211        | HMS Safari                     | 18 novembre 1941  | 14 mars 1942     | vendu pour la ferraille le 8 janvier 1946 |
| P212        | HMS Sahib                      | 19 janvier 1942   | 13 mai 1942      | coulé le 24 avril 1943                    |
| P247        | HMS Saracen                    | 16 février 1942   | 27 juin 1942     | coulé le 14 août 1943                     |
| P214        | HMS Satyr Saphir (France-1952) | 28 septembre 1942 | 8 février 1943   | vendu pour la ferraille en avril 1962     |
| P215        | HMS Sceptre                    | 9 janvier 1943    | avril 1943       | vendu pour la ferraille en septembre 1949 |

- 20 sous-marins furent commandés dans le programme de 1940. Ils bénéficiaient d'un tube lance-torpilles supplémentaire, d'un canon anti-aérien Oerlikon de 20 mm et d'un radar de surface. Les treize premiers ont été achevés, les sept autres ont été annulés au cours de 1943.

| N° de coque | Nom                                    | Lancement         | Service effectif  | Fin de carrière                               |
| ----------- | -------------------------------------- | ----------------- | ----------------- | --------------------------------------------- |
| P216        | HMS Seadog                             | 11 juin 1942      | 24 septembre 1942 | vendu pour la ferraille le 24 décembre 1944   |
| P217        | HMS Sibyl                              | 29 avril 1942     | 16 août 1942      | vendu en 1948                                 |
| P218        | HMS Sea Rover                          | 8 février 1943    | 7 juillet 1943    | coulé le 14 août 1943                         |
| P219        | HMS Seraph                             | 25 octobre 1941   | 27 juin 1942      | vendu pour la ferraille le 20 décembre 1962   |
| P221        | HMS Shakespeare                        | 8 décembre 1941   | 10 juillet 1942   | vendu le 14 juillet 1946                      |
| P222        | HMS P222                               | 20 septembre 1941 | 4 mars 1942       | torpillé le 12 décembre 1942 par les italiens |
| P223        | HMS Sea Nymph                          | 29 juillet 1942   | 3 novembre 1942   | vendu pour la ferraille en 1948               |
| P224        | HMS Sickle                             | 27 août 1942      | 1er décembre 1942 | coulé en juillet 1944                         |
| P225        | HMS Simoom                             | 12 octobre 1942   | 30 décembre 1942  | coulé en novembre 1943                        |
| P226        | HMS Sirdar                             | 26 mars 1943      | 20 septembre 1943 | vendu en mai 1965                             |
| P227        | HMS Spiteful Sirène (France-1951)      | 5 juin 1943       | 6 octobre 1943    | détruit le 15 juillet 1963                    |
| P228        | HMS Splendid                           | 13 janvier 1942   | 8 août 1942       | 21 avril 1943                                 |
| P229        | HMS Sportsman La Sibylle (France-1951) | 17 avril 1942     | décembre 1942     | coulé le 24 septembre 1951 au large de Toulon |

- 15 sous-marins ont été commandés dans le cadre du programme de 1941.

| N° de coque | Nom                                 | Lancement         | Service effectif | Fin de carrière               |
| ----------- | ----------------------------------- | ----------------- | ---------------- | ----------------------------- |
| P231        | HMS Stoic                           | 9 avril 1943      | 29 juin 1943     | vendu en juillet 1950         |
| P232        | HMS Stonehenge                      | 23 mars 1943      | 15 juin 1943     | présumé coulé le 15 mars 1944 |
| P233        | HMS Storm                           | 18 mai 1943       | 9 juillet 1943   | détruit en septembre 1949     |
| P234        | HMS Stratagem                       | 21 juin 1943      | 9 octobre 1943   | coulé le 22 novembre 1944     |
| P235        | HMS Strongbow                       | 30 août 1943      | 23 décembre 1943 | détruit en avril 1946         |
| P236        | HMS Spark                           | 28 décembre 1943  | 28 avril 1944    | détruit en octobre 1950       |
| P237        | HMS Scythian                        | 14 avril 1944     | 11 août 1944     | détruit en août 1960          |
| P238        | HMS Stubborn                        | 11 novembre 1942  | 20 février 1943  | coulé le 30 avril 1946        |
| P239        | HMS Surf                            | 10 décembre 1942  | 13 mars 1943     | vendu le 28 octobre 1949      |
| P241        | HMS Syrtis                          | 4 février 1943    | 23 avril 1943    | coulé le 28 mars 1944         |
| P242        | HMS Shalimar                        | 22 avril 1943     | 22 avril 1944    | vendu en juillet 1950         |
| P243        | HMS Scotsman                        | 18 août 1944      | 9 décembre 1944  | détruit en novembre 1964      |
| P244        | HMS Sea Devil                       | 30 janvier 1945   | 12 mai 1945      | détruit en février 1966       |
| P245        | HMS Spirit                          | 20 juillet 1943   | 25 octobre 1943  | détruit en 1950               |
| P246        | HMS Statesman Sultane (France-1959) | 14 septembre 1943 | 13 décembre 1943 | vendu le 3 janvier 1961       |

#### Sous-classe Subtle
- 13 sous-marins ont été commandés dans le cadre du programme de 1942.

| N° de coque | Nom                                    | Lancement         | Service effectif | Fin de carrière                                 |
| ----------- | -------------------------------------- | ----------------- | ---------------- | ----------------------------------------------- |
| P248        | HMS Sturdy                             | 30 septembre 1943 | 29 décembre 1943 | vendu en juillet 1958                           |
| P249        | HMS Stygian                            | 30 novembre 1943  | 29 février 1944  | vendu le 28 octobre 1949                        |
| P251        | HMS Subtle                             | 27 janvier 1944   | 16 avril 1944    | détruit en juillet 1959                         |
| P252        | HMS Supreme                            | 24 février 1944   | 20 mai 1944      | détruit en juillet 1950                         |
| P253        | HMS Sea Scout                          | 24 mars 1944      | 19 juin 1944     | détruit le 14 décembre 1965                     |
| P254        | HMS Selene                             | 24 avril 1944     | 14 juillet 1944  | vendu le 6 juin 1961                            |
| P255        | HMS Seneschal                          | 23 avril 1945     | 6 septembre 1945 | vendu le 23 août 1960                           |
| P256        | HMS Sentinel                           | 27 juillet 1945   | 28 décembre 1945 | vendu le 28 février 1962                        |
| P259        | HMS Sidon                              | 4 septembre 1944  | 23 novembre 1944 | coulé le 16 juillet 1955 par explosion torpille |
| P261        | HMS Sleuth                             | 6 juillet 1944    | 8 octobre 1944   | détruit le 15 septembre 1958                    |
| P262        | HMS Solent                             | 8 juin 1944       | 7 septembre 1944 | détruit le 28 août 1961                         |
| P263        | HMS Spearhead- Neptuno (Portugal-1948) | 2 octobre 1944    | 21 décembre 1944 | inconnu                                         |
| P264        | HMS Springer- Tanin (Israël-1958)      | 14 mai 1945       | 2 août 1945      | rayé des listes en 1972                         |

- 8 sous-marins ont été commandés dans le cadre du programme 1943. Seuls les quatre premiers ont été achevés, car les quatre derniers ont été annulés à la fin de la guerre.

| N° de coque | Nom                               | Lancement        | Service effectif | Fin de carrière             |
| ----------- | --------------------------------- | ---------------- | ---------------- | --------------------------- |
| P257        | HMS Saga Nautilo (Portugal-1948)  | 14 mars 1945     | 15 juin 1945     | rayé des listes en 1969     |
| P258        | HMS Scorcher                      | 18 décembre 1944 | 16 mars 1945     | détruit en 1962             |
| P265        | HMS Spur- Narval (Portugal-1948)  | 17 novembre 1944 | 18 février 1945  | détruit le 1er octobre 1969 |
| P266        | HMS Sanguine- Rahav (Israël-1958) | 15 février 1945  | 13 mai 1945      | retiré en 1958              |
| P267        | HMS Sea Robin                     | annulé           |                  |                             |
| P268        | HMS Sprightly                     | annulé           |                  |                             |
| P269        | HMS Surface                       | annulé           |                  |                             |
| P271        | HMS Surge                         | annulé           |                  |                             |